# Gunilla Svärd
Gunilla Svärd (* 26. März 1970 in Uppsala) ist eine ehemalige schwedische Orientierungsläuferin. Svärd ist zweifache Welt- und Europameisterin.
Svärd belegte bei den ersten Junioren-Weltmeisterschaften 1990 in ihrem Heimatland den fünften Platz im Einzelrennen der Juniorinnen. Sie gewann 1992 das O-Ringen, bei schwedischen Meisterschaften der Damen konnte sie sich in der Folge mehrmals auf dem Treppchen platzieren und 1995 wurde sie schließlich schwedische Meisterin im Langdistanzlauf und im Nacht-Orientierungslauf. Sie wurde nun mit 25 Jahren auch erstmals bei einer Weltmeisterschaft eingesetzt. 1996 lief sie ihre erste Weltcupsaison, die sie auf dem ersten Platz beendete. 1997 verließ sie den Klub OK Måsen und ging zum IF Thor. Bei den Weltmeisterschaften 1997 in Norwegen wurde sie Langdistanzfünfte und wurde mit Anna Bogren, Cecilia Nilsson und Marlena Jansson Weltmeisterin in der Staffel. Bei den folgenden drei Weltmeisterschaften gewann sie als fester Bestandteil der schwedischen Frauenstaffel eine Bronzemedaille und zwei Silbermedaillen. Auf Einzelstrecken feierte sie 2001 in Tampere Weltmeisterschaftsbronze auf der Mitteldistanz und 2002 den Europameistertitel auf der Mitteldistanz. Mit der schwedischen Staffel wurde sie 2004 noch mal sowohl Europa- als auch Weltmeisterin.
Bei schwedischen Meisterschaften gewann Svärd acht Titel: 1995 auf der Langdistanz und im Nachtlauf, 1996 im Nachtlauf, 1999 im Nachtlauf und mit der Staffel, 2002 auf der Kurzdistanz, 2004 auf der Klassikdistanz und 2008 noch einmal mit der Staffel.

## Platzierungen
| Weltmeisterschaften | Sprint | Mittel | Lang | Staffel |
| ------------------- | ------ | ------ | ---- | ------- |
| 1995 Detmold        |        | 23.    |      |         |
| 1997 Grimstad       |        | 12.    | 5.   | 1.      |
| 1999 Inverness      |        | 10.    | 22.  | 3.      |
| 2001 Tampere        | 8.     | 3.     |      | 2.      |
| 2003 Rapperswil     | 5.     | 7.     |      | 2.      |
| 2004 Västerås       |        | nq     | 10.  | 1.      |

| Europameisterschaften | Sprint | Mittel | Lang | Staffel |
| --------------------- | ------ | ------ | ---- | ------- |
| 2002 Sümeg            | 11.    | 1.     | 18.  | 4.      |
| 2004 Roskilde         | 7.     | 8.     | 10.  | 1.      |

| Gesamt-Weltcup | Gesamt-Weltcup |
| -------------- | -------------- |
| 1996           | 1.             |
| 1998           | 9.             |
| 2002           | 4.             |
| 2004           | 13.            |